# Dżalkamus
Dżalkamus (arab. جلقموس) – wioska w Autonomii Palestyńskiej (Zachodni Brzeg).